# 凯文·伯林
凯文·伯林·雷耶斯（西班牙語：Kevin Berlín Reyes，2001年4月25日—），墨西哥男子跳水运动员，2019年泛美运动会男子10米跳台和男子双人10米跳台金牌得主、2023年世界游泳锦标赛男子双人10米跳台铜牌得主。